# Martín Dobrizhoffer
Martin Dobrizhoffer (Graz, Estiria - 7 de septiembre de 1717 - Austria, 17 de julio de 1791) fue un misionero austríaco de la Iglesia católica.
Se unió a la Compañía de Jesús en 1736 y en 1749 fue enviado al Paraguay, en donde trabajó por dieciocho años junto a los guaraníes. En 1763, después de prestar servicios en otros destinos de la organización jesuítica, fue encargado de fundar una nueva reducción entre los abipones, la cuarta, sobre el río Paraguay en lo que es hoy la Provincia de Formosa.
Fue un erudito conocedor de la lengua de los abipones, la cual dominó con el tiempo. De regreso a Europa tras la expulsión de los jesuitas de América del Sur, se instaló en Viena y mantuvo una amistad con María Teresa. Sobrevivió la extinción de su orden y compuso la historia de su misión, publicada en 1784 en dos ediciones, una en alemán y la otra en latín con el título Historia de Abiponibus equestri, bellicosaque Paraquariae natione (Historia de los abipones, ecuestre y belicosa nación del Paraguay). La historia de Dobrizhoffer es considerada como uno de los documentos más importantes sobre la vida apostólica de los jesuitas en las misiones de América. 